# Жагуаретама
Жагуаретама (порт. Jaguaretama) — муниципалитет в Бразилии, входит в штат Сеара. Составная часть мезорегиона Жагуариби. Входит в экономико-статистический микрорегион Медиу-Жагуариби. Население составляет 18 352 человека на 2006 год. Занимает площадь 1 759,722 км². Плотность населения — 10,4 чел./км².
Праздник города — 29 августа.

## История
Город основан в 1879 году.

## Статистика
- Валовой внутренний продукт на 2003 составляет 40.038.678,00 реалов (данные: Бразильский институт географии и статистики).
- Валовой внутренний продукт на душу населения на 2003 составляет 2.199,69 реалов (данные: Бразильский институт географии и статистики).
- Индекс развития человеческого потенциала на 2000 составляет 0,645 (данные: Программа развития ООН).

## География
Климат местности: полупустыня.